# Morti nel 1597
| Questa pagina contiene informazioni ricavate automaticamente dalle voci biografiche con l'ausilio del template Bio e di un bot. L'aggiornamento è periodico e automatico e ricostruisce completamente la pagina. Se manca una persona in questa lista, sei pregato di non aggiungerla, ma accertati piuttosto che la sua voce biografica contenga il template Bio e che i dati anagrafici siano correttamente compilati. Se il template Bio manca, inseriscilo tu stesso o, in alternativa, metti l'avviso {{tmp\|Bio}} che ne segnala la mancanza. Se i dati riportati sono sbagliati, correggi direttamente la voce biografica; le modifiche saranno visibili in questa lista entro pochi giorni. Per chiarimenti vedi il progetto biografie. La lista contiene solo le 82 persone che sono citate nell'enciclopedia e per le quali è stato implementato correttamente il template Bio. Pagina aggiornata al 10 ago 2025. |

## Gennaio(2)
- 15 gennaio - Juan de Herrera, architetto e matematico spagnolo (n. 1530)
- 21 gennaio - Stefano Tuccio, gesuita, teologo e drammaturgo italiano (n. 1540)

## Febbraio(7)
- 5 febbraio - Pedro Bautista Blásquez, missionario spagnolo (n. 1542)
- 5 febbraio - San Filippo di Gesù, religioso, missionario e santo messicano (n. 1572)
- 5 febbraio - Paolo Miki, gesuita e santo giapponese
- 6 febbraio - Francesco Patrizi, filosofo e scrittore italiano (n. 1529)
- 9 febbraio - Lorenzo Vitturi, arcivescovo cattolico italiano (n. 1543)
- 16 febbraio - Gilbert Génébrard, vescovo, teologo e ebraista francese (n. 1535)
- 25 febbraio - Gabriele del Monte, vescovo cattolico italiano

## Marzo(7)
- 3 marzo - Giovan Vettorio Soderini, agronomo italiano (n. 1527)
- 13 marzo - Marcantonio Colonna, cardinale e arcivescovo cattolico italiano (n. 1523)
- 20 marzo - Alexandru III cel Rău, principe
- 20 marzo - Antonio da Ponte, scultore e carpentiere italiano (n. 1512)
- 24 marzo - Giovanni Bernardino Bonifacio, umanista italiano (n. 1517)
- 26 marzo - Teofane I di Costantinopoli, arcivescovo ortodosso greco
- 30 marzo - Wolfgang Lussi, politico svizzero

## Aprile(4)
- 2 aprile - Blas Valera, gesuita e scrittore peruviano (n. 1545)
- 3 aprile - Paolo I Sforza, marchese di Proceno, nobile e militare italiano (n. 1535)
- 13 aprile - Klaus Fleming, ammiraglio finlandese (n. 1535)
- 27 aprile - Jakob Wujek, gesuita polacco (n. 1541)

## Maggio(3)
- 13 maggio - Ascanio I Piccolomini, arcivescovo cattolico e scrittore italiano (n. 1548)
- 22 maggio - Fabrizio da Correggio, nobile italiano
- 27 maggio - James Tyrie, teologo scozzese (n. 1543)

## Giugno(7)
- 2 giugno - Diederik Sonoy, patriota e militare olandese (n. 1529)
- 8 giugno - Barbara d'Assia, nobile tedesca (n. 1536)
- 9 giugno - José de Anchieta, gesuita, linguista e missionario spagnolo (n. 1534)
- 18 giugno - Markus Fugger, banchiere e mercante tedesco (n. 1529)
- 20 giugno - Willem Barents, navigatore e esploratore olandese
- 26 giugno - Raziye Hatun, ottomana
- 28 giugno - Vincenzo Cutelli, vescovo cattolico italiano (n. 1542)

## Luglio(5)
- 5 luglio - Francesco Pucci, filosofo e letterato italiano (n. 1543)
- 8 luglio - Luís Fróis, gesuita, missionario e iamatologo portoghese (n. 1532)
- 19 luglio - Gunilla Bielke, regina svedese (n. 1568)
- 23 luglio - Gabriele Paleotti, cardinale e giurista italiano (n. 1522)
- 26 luglio - Kobayakawa Takakage, militare giapponese (n. 1533)

## Agosto(4)
- 16 agosto - Galeotto III Pico della Mirandola, nobile italiano (n. 1563)
- 19 agosto - Diego Gonzaga, nobile italiano (n. 1582)
- 21 agosto - Mōri Motokiyo, militare giapponese (n. 1551)
- 24 agosto - Janez Tavčar, vescovo cattolico austriaco

## Settembre(7)
- 3 settembre - John Norreys, militare inglese (n. 1547)
- 8 settembre - Alessio Bertolotti, militare italiano
- 13 settembre - Antonio Lombardo, arcivescovo cattolico italiano
- 19 settembre - Hōjō Ujikuni, militare giapponese (n. 1541)
- 20 settembre - Gregoria Massimiliana d'Asburgo, nobile austriaca (n. 1581)
- 28 settembre - Hendrik van den Broeck, pittore fiammingo
- 30 settembre - Guglielmo I di Schwarzburg-Frankenhausen, conte (n. 1534)

## Ottobre(5)
- 5 ottobre - Luca Antonio Resta, vescovo cattolico italiano
- 7 ottobre - Francesco Rovigo, compositore e organista italiano
- 9 ottobre - Ashikaga Yoshiaki, militare giapponese (n. 1537)
- 24 ottobre - Aldo Manuzio il Giovane, editore italiano (n. 1547)
- 27 ottobre - Alfonso II d'Este, nobile (n. 1533)

## Novembre(3)
- 1º novembre - Edward Kelley, alchimista e glottoteta inglese (n. 1555)
- 6 novembre - Caterina Michela d'Asburgo, nobile spagnola (n. 1567)
- 20 novembre - Elisabetta Vasa, principessa svedese (n. 1549)

## Dicembre(3)
- 17 dicembre - Federico del Palatinato-Zweibrücken-Vohenstrauss-Parkstein, nobile tedesco (n. 1557)
- 18 dicembre - Barbara Blomberg, tedesca (n. 1527)
- 21 dicembre - Pietro Canisio, gesuita, teologo e santo olandese (n. 1521)

## Senza giorno specificato(25)
- Antonio Adrario, poeta dalmata
- Ali Jalla Abdul Jalil Shah di Johor, sovrano malese
- Aron Tiranul, moldavo
- Girolamo Bonanno, teologo italiano
- James Burbage, attore teatrale, direttore teatrale e imprenditore britannico (n. 1531)
- Gian Battista Caotorta, politico italiano (n. 1554)
- Vincenzo Civitali, scultore e architetto italiano (n. 1523)
- Giovanni Battista Della Porta, architetto e scultore italiano (n. 1542)
- Prospero Fontana, pittore italiano (n. 1512)
- Pierre Grégoire, giurista, filosofo e enciclopedista francese (n. 1540)
- Juan Gómez, pittore spagnolo
- Bartholomäus Krüger, poeta tedesco (n. 1540)
- Pedro López, medico spagnolo (n. 1527)
- Simone Majoli, giurista, scrittore e vescovo cattolico italiano (n. 1520)
- Cristofano Malvezzi, compositore italiano (n. 1547)
- Poppi, pittore italiano (n. 1544)
- Andrea Rota, compositore italiano
- Germanico Savorgnan, architetto e condottiero italiano (n. 1554)
- Gioseffo di Strassoldo, poeta e presbitero italiano
- Filippo Terzi, architetto e ingegnere italiano (n. 1520)
- Toki Sadamasa, militare giapponese (n. 1551)
- Fernando de Herrera, poeta e scrittore spagnolo (n. 1534)
- Francisco de Montesdoca, nobile e militare spagnolo (n. 1516)
- Orazio I di Lannoy, nobile e militare italiano
- Lucas van Valckenborch, pittore fiammingo